# Patricio Fuentes
Patricio „Patrick“ Fuentes (* 13. März 1995 in Donostia-San Sebastián) ist ein spanischer Eishockeyspieler, der seit 2012 beim CH Txuri Urdin in der spanischen Superliga unter Vertrag steht.

## Karriere
Patricio Fuentes begann seine Karriere als Eishockeyspieler in Kanada, wo er in verschiedenen Nachwuchsmannschaften des St. Andrew’s College spielte. 2012 kehrte er in seine baskische Geburtsstadt Donostia-San Sebastián zurück, wo er seither beim CH Txuri Urdin in der Superliga auf dem Eis steht. In der Spielzeit 2015/16 war er bester Torvorbereiter der Liga. 2017, 2018 und 2019 gewann er mit seinem Klub die spanische Meisterschaft.

### International
Für Spanien nahm Fuentes im Juniorenbereich an den U18-Weltmeisterschaften 2011, 2012 und 2013, als er Topscorer und bester Vorlagengeber des Turniers war und zum besten Spieler seines Teams gewählt wurde, sowie den U20-Weltmeisterschaften 2013, 2014, als er hinter dem Südkoreaner Lee Doung-gun gemeinsam mit dessen Landsmann Kim Hyungk-yeum zweitbester Torvorbereiter des Turniers war und erneut als bester Spieler der Spanier ausgezeichnet wurde, und 2015 jeweils in der Division II teil. Dabei fungierte er bei der U18-WM 2013 und den U20-Titelkämpfen 2014 und 2015 als Mannschaftskapitän seines Teams. Auch bei der Winter-Universiade 2015 im spanischen Granada stand er im Team der Gastgeber.
Sein Debüt in der Herren-Nationalmannschaft gab Fuentes bei der Weltmeisterschaft 2014, als ihm mit seiner Mannschaft der Aufstieg von der B- in die A-Gruppe der Division II gelang. Auch 2015, 2016, als er zum besten Spieler seiner Mannschaft gewählt wurde, 2017, 2018, als er als zweitbester Scorer nach seinem Landsmann Oriol Boronat zum erneuten Aufstieg in die A-Gruppe beitrug und zum besten Stürmer des Turniers gewählt wurde, 2019, als er zum besten Spieler seiner Mannschaft gewählt wurde, und 2022 spielte er in der Division II. Zudem vertrat er seine Farben bei den Olympiaqualifikationsturnieren für die Winterspiele in Pyeongchang 2018, als die Spanier trotz des Heimvorteils in Valdemoro durch eine 3:5-Niederlage nach 2:0-Führung gegen Serbien als Gruppenzweiter der Vorqualifikationsgruppe L ausschieden, und Peking 2022.

## Erfolge und Auszeichnungen
- 2016 Bester Vorbereiter der Superliga
- 2017 Spanischer Meister mit dem CH Txuri Urdin
- 2018 Spanischer Meister mit dem CH Txuri Urdin
- 2019 Spanischer Meister mit dem CH Txuri Urdin

### International
- 2013 Topscorer der U18-Weltmeisterschaft der Division II, Gruppe B
- 2013 Bester Vorlagengeber der U18-Weltmeisterschaft der Division II, Gruppe B
- 2014 Aufstieg in die Division II, Gruppe A, bei der Weltmeisterschaft der Division II, Gruppe B
- 2018 Aufstieg in die Division II, Gruppe A, bei der Weltmeisterschaft der Division II, Gruppe B
- 2018 Bester Stürmer der Weltmeisterschaft der Division II, Gruppe B